# Église Saint-Pierre-aux-Liens de Ployart
L'église Saint-Pierre-aux-Liens est une église située à Ployart-et-Vaurseine, en France.

## Localisation
L'église est située sur la commune de Ployart-et-Vaurseine, dans le département de l'Aisne.

## Historique
Le monument est classé au titre des monuments historiques en 1921.